# Ferraz de Vasconcelos
Ferraz de Vasconcelos ist eine Stadt im brasilianischen Bundesstaat São Paulo. Im Jahr 2010 hatte sie etwa 171.000 Einwohner.

## Geschichte
Die Gemeinde wurde 1953 durch Landesgesetz gegründet.

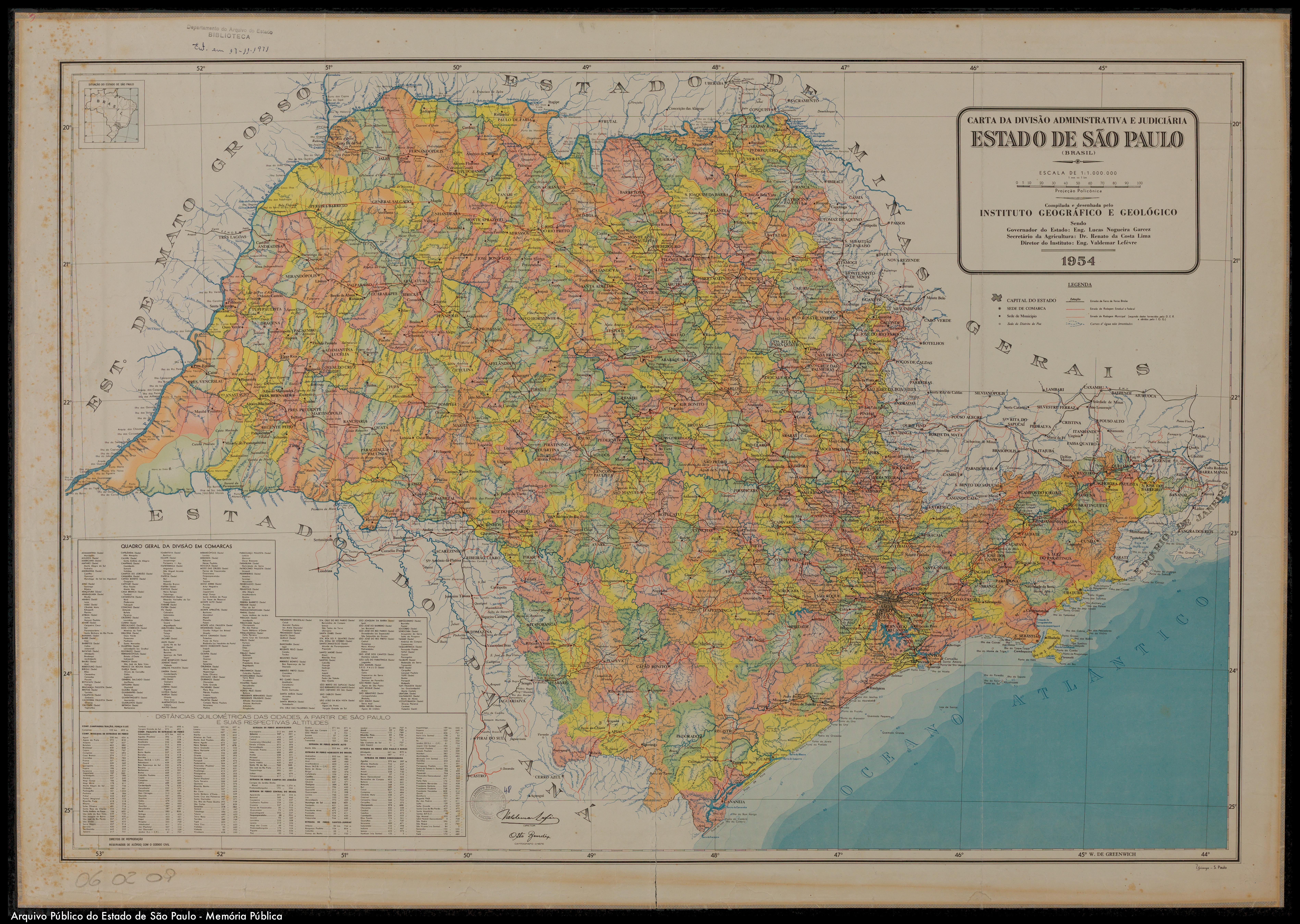
Karte des Bundesstaates São Paulo (1953).

## Persönlichkeiten
- Edmilson Carlos Abel (* 1974), Fußballspieler
- Vinícius Faria (* 1999), Fußballspieler